# Адміністративний устрій Коростенського району (1923—2020)
Головна стаття — Коростенський район (1923—2020)
Адміністративний устрій Коростенського району — адміністративно-територіальний поділ Коростенського району Житомирської області на 2 сільські громади та 24 сільських рад, які об'єднують 108 населених пунктів та підпорядковані Коростенській районній раді. Адміністративний центр — місто Коростень, яке є містом обласного значення та не входить до складу району.

## Устрій району на час ліквідації (2020 рік)

### Список громад Коростенського району
| № | Назва                         | Центр        | Населені пункти | Площа км² | Місце за площею | Населення (2001), чол. | Місце за населенням |
| - | ----------------------------- | ------------ | --- | --------- | --------------- | ---------------------- | ------------------- |
| 1 | Горщиківська сільська громада | с. Горщик    | с. Березівка Боровиця с. Вигів с. Видень с. Горщик с. Давидки с. Дружбівка с. Жабче с. Жупанівка с. Краснопіль с. Піски |           |                 |                        |                     |
| 2 | Іршанська селищна громада     | смт Іршанськ | с. Десятини с. Старики с. Шершні |           |                 |                        |                     |
| 3 | Ушомирська сільська громада   | с. Ушомир    | с. Березневе с. Білошиці с. Бондарівка с-ще Броди с. Велень с. Веселівка с. Вишневе с. Гулянка с. Заріччя с. Іванівка с. Іванопіль с. Калинівка с. Ковалівщина с. Ковбащина с. Красногірка с. Купище с. Лісівщина с. Лісобуда с. Мойсіївка с. Мошківка с-ще Нова Ушиця с. Охотівка с. Першотравневе с. Поліське с. Пугачівка с. Ришавка с. Розівка с. Рудня с. Рудня-Ушомирська с. Садибне с. Сантарка с. Струмок с. Ушиця с. Ушомир с. Ходачки |           |                 |                        |                     |

### Список рад Коростенського району
| №  | Назва                          | Центр             | Населені пункти                                               | Площа км² | Місце за площею | Населення (2001), чол. | Місце за населенням |
| -- | ------------------------------ | ----------------- | ------------------------------------------------------------- | --------- | --------------- | ---------------------- | ------------------- |
| 1  | Берестовецька сільська рада    | с. Берестовець    | с. Берестовець                                                |           |                 |                        |                     |
| 2  | Бехівська сільська рада        | с. Бехи           | с. Бехи с. Вороневе с-ще Сокорики                             |           |                 |                        |                     |
| 3  | Білківська сільська рада       | с. Білка          | с. Білка с. Рудня-Білківська                                  |           |                 |                        |                     |
| 4  | Васьковицька сільська рада     | с. Васьковичі     | с. Васьковичі                                                 |           |                 |                        |                     |
| 5  | Дідковицька сільська рада      | с. Дідковичі      | с. Булахівка с. Дідковичі                                     |           |                 |                        |                     |
| 6  | Каленська сільська рада        | с. Каленське      | с. Каленське с. Корма                                         |           |                 |                        |                     |
| 7  | Ковалівська сільська рада      | с. Ковалі         | с. Ковалі с. Красносілка                                      |           |                 |                        |                     |
| 8  | Кожухівська сільська рада      | с. Кожухівка      | с. Клочеве с. Кожухівка                                       |           |                 |                        |                     |
| 9  | Малозубівщинська сільська рада | с. Мала Зубівщина | с. Зубівщина с. Мала Зубівщина                                |           |                 |                        |                     |
| 10 | Мединівська сільська рада      | с. Мединівка      | с. Великий Ліс с. Мединівка                                   |           |                 |                        |                     |
| 11 | Межиріцька сільська рада       | с. Межирічка      | с. Барди с. Межирічка                                         |           |                 |                        |                     |
| 12 | Меленівська сільська рада      | с. Мелені         | с. Винарівка с. Граби с. Мелені с. Полянка                    |           |                 |                        |                     |
| 13 | Михайлівська сільська рада     | с. Михайлівка     | с. Михайлівка с. Плещівка                                     |           |                 |                        |                     |
| 14 | Новаківська сільська рада      | с. Новаки         | с. Новаки                                                     |           |                 |                        |                     |
| 15 | Новинська сільська рада        | с. Новина         | с. Новина с. Олександрівка с. Рудня                           |           |                 |                        |                     |
| 16 | Обиходівська сільська рада     | с. Обиходи        | с. Обиходи с. Обиходівка                                      |           |                 |                        |                     |
| 17 | Сарновицька сільська рада      | с. Сарновичі      | с. Сарновичі                                                  |           |                 |                        |                     |
| 18 | Сингаївська сільська рада      | с. Сингаї         | с. Грозине с. Купеч с. Немирівка с. Сингаї с. Шатрище         |           |                 |                        |                     |
| 19 | Ставищенська сільська рада     | с. Ставище        | с. Зарубинка с. Кропивня с. Ставище                           |           |                 |                        |                     |
| 20 | Стремигородська сільська рада  | с. Стремигород    | с. Болярка с. Діброва с. Майданівка с. Стремигород            |           |                 |                        |                     |
| 21 | Сушківська сільська рада       | с. Сушки          | с. Кам'яна Гора с. Сушки                                      |           |                 |                        |                     |
| 22 | Ходаківська сільська рада      | с. Ходаки         | с. Горбачі с. Субине с. Ходаки                                |           |                 |                        |                     |
| 23 | Холосненська сільська рада     | с. Холосне        | с. Злобичі с. Нивки с. Холосне                                |           |                 |                        |                     |
| 24 | Хотинівська сільська рада      | с. Хотинівка      | с. Домолоч с. Іскорость с. Розтяжин с. Соболівка с. Хотинівка |           |                 |                        |                     |

## Список рад Коростенського району до початку реформи децентралізації (станом на початок 2015 року)
| №  | Назва                          | Центр             | Населені пункти                                                                                                   | Площа км² | Місце за площею | Населення (2001), чол. | Місце за населенням |
| -- | ------------------------------ | ----------------- | --- | --------- | --------------- | ---------------------- | ------------------- |
| 1  | Берестовецька сільська рада    | с. Берестовець    | с. Берестовець |           |                 |                        |                     |
| 2  | Бехівська сільська рада        | с. Бехи           | с. Бехи с. Вороневе с-ще Сокорики                                                                                 |           |                 |                        |                     |
| 3  | Білківська сільська рада       | с. Білка          | с. Білка с. Рудня-Білківська                                                                                      |           |                 |                        |                     |
| 4  | Бондарівська сільська рада     | с. Бондарівка     | с. Бондарівка с-ще Броди с. Гулянка с. Іванопіль с-ще Нова Ушиця с. Охотівка с. Першотравневе с. Ушиця            |           |                 |                        |                     |
| 5  | Васьковицька сільська рада     | с. Васьковичі     | с. Васьковичі |           |                 |                        |                     |
| 6  | Веселівська сільська рада      | с. Веселівка      | с. Веселівка с. Іванівка с. Ковалівщина с. Розівка                                                                |           |                 |                        |                     |
| 7  | Вигівська сільська рада        | с. Вигів          | с. Вигів с. Боровиця с. Краснопіль                                                                                |           |                 |                        |                     |
| 8  | Горщиківська сільська рада     | с. Горщик         | с. Горщик с. Березівка с. Жупанівка с. Піски                                                                      |           |                 |                        |                     |
| 9  | Давидківська сільська рада     | с. Давидки        | с. Давидки с. Видень с. Дружбівка                                                                                 |           |                 |                        |                     |
| 10 | Дідковицька сільська рада      | с. Дідковичі      | с. Дідковичі с. Булахівка                                                                                         |           |                 |                        |                     |
| 11 | Каленська сільська рада        | с. Каленське      | с. Каленське с. Корма                                                                                             |           |                 |                        |                     |
| 12 | Калинівська сільська рада      | с. Калинівка      | с. Калинівка с. Красногірка с. Мошківка с. Вишневе                                                                |           |                 |                        |                     |
| 13 | Ковалівська сільська рада      | с. Ковалі         | с. Ковалі с. Красносілка                                                                                          |           |                 |                        |                     |
| 14 | Кожухівська сільська рада      | с. Кожухівка      | с. Кожухівка с. Клочеве                                                                                           |           |                 |                        |                     |
| 15 | Купищенська сільська рада      | с. Купище         | с. Купище с. Велень с. Жабче                                                                                      |           |                 |                        |                     |
| 16 | Лісівщинська сільська рада     | с. Лісівщина      | с. Лісівщина с. Лісобуда с. Мойсіївка                                                                             |           |                 |                        |                     |
| 17 | Малозубівщинська сільська рада | с. Мала Зубівщина | с. Мала Зубівщина с. Зубівщина                                                                                    |           |                 |                        |                     |
| 18 | Мединівська сільська рада      | с. Мединівка      | с. Мединівка с. Великий Ліс                                                                                       |           |                 |                        |                     |
| 19 | Межиріцька сільська рада       | с. Межирічка      | с. Межирічка с. Барди                                                                                             |           |                 |                        |                     |
| 20 | Меленівська сільська рада      | с. Мелені         | с. Мелені с. Винарівка с. Граби с. Полянка                                                                        |           |                 |                        |                     |
| 21 | Михайлівська сільська рада     | с. Михайлівка     | с. Михайлівка с. Плещівка                                                                                         |           |                 |                        |                     |
| 22 | Новаківська сільська рада      | с. Новаки         | с. Новаки |           |                 |                        |                     |
| 23 | Новинська сільська рада        | с. Новина         | с. Новина с. Олександрівка с. Рудня                                                                               |           |                 |                        |                     |
| 24 | Обиходівська сільська рада     | с. Обиходи        | с. Обиходи с. Обиходівка                                                                                          |           |                 |                        |                     |
| 25 | Поліська сільська рада         | с. Поліське       | с. Поліське с. Рудня                                                                                              |           |                 |                        |                     |
| 26 | Ришавська сільська рада        | с. Ришавка        | с. Ришавка |           |                 |                        |                     |
| 27 | Сарновицька сільська рада      | с. Сарновичі      | с. Сарновичі |           |                 |                        |                     |
| 28 | Сингаївська сільська рада      | с. Сингаї         | с. Сингаї с. Грозине с. Купеч с. Немирівка с. Шатрище                                                             |           |                 |                        |                     |
| 29 | Ставищенська сільська рада     | с. Ставище        | с. Ставище с. Зарубинка с. Кропивня                                                                               |           |                 |                        |                     |
| 30 | Стремигородська сільська рада  | с. Стремигород    | с. Стремигород с. Болярка с. Діброва с. Майданівка                                                                |           |                 |                        |                     |
| 31 | Сушківська сільська рада       | с. Сушки          | с. Сушки с. Кам'яна Гора                                                                                          |           |                 |                        |                     |
| 32 | Ушомирська сільська рада       | с. Ушомир         | с. Ушомир с. Березневе с. Заріччя с. Ковбащина с. Пугачівка с. Рудня-Ушомирська с. Садибне с. Сантарка с. Струмок |           |                 |                        |                     |
| 33 | Ходаківська сільська рада      | с. Ходаки         | с. Ходаки с. Горбачі с. Субине                                                                                    |           |                 |                        |                     |
| 34 | Холосненська сільська рада     | с. Холосне        | с. Холосне с. Злобичі с. Нивки                                                                                    |           |                 |                        |                     |
| 35 | Хотинівська сільська рада      | с. Хотинівка      | с. Хотинівка с. Домолоч с. Іскорость с. Розтяжин с. Соболівка                                                     |           |                 |                        |                     |
| 36 | Шершнівська сільська рада      | с. Шершні         | с. Шершні с. Десятини с. Старики                                                                                  |           |                 |                        |                     |
| 37 | Щорсівська сільська рада       | с. Щорсівка       | с. Щорсівка с. Ходачки                                                                                            |           |                 |                        |                     |

* Примітки: с. — село, с-ще — селище

## Історія
Район утворено 7 березня 1923 року у складі Коростенської округи Волинської губернії з Березівської, Бехівської, Білошицької, Боровицької, Вигівської, Горщиківської, Давидківської, Іскоростенської, Кожухівської, Купищенської, Михайлівської, Могилянської, Немирівської, Пашинської, Чигирівської сільських рад Іскоростської волості та Бондарівської, Злобицької, Іванівської, Лісівщинської, Новобогушівської, Пугачівської, Ришавської, Ставищанської, Ушомирської, Ушицької, Холосненської сільських рад Ушомирської волості Коростенського повіту.
З 21 серпня 1924 року до 13 червня 1930 року адміністративний центр району знаходився в селі Ушомир, відповідно район мав назву Ушомирський.
У складі району утворено: 21 серпня 1924 року — Веселівську з центром у с. Веселівка, 30 жовтня 1924 року — Мойсіївську з центром у с. Мойсіївська, 8 вересня 1925 року — Жупанівську з центром у с. Жупанівка та Сантарську з центром у с. Сантарка, 21 жовтня 1925 року — Старобогушівську з центром у с. Стара Богушівка та Гулянську з центром у с. Гулянка сільські ради.
До складу району передано: 23 вересня 1925 року — Лісівщинську, Ковалівську Мойсіївську сільські ради розформованого Фасівського району та Краївщинську сільську раду Володарського району, 13 червня 1930 року — Каленську, Купецьку та Ходаківську сільські ради Народицького району, 5 лютого 1933 року — Васьківську сільську раду Овруцького району.
14 жовтня 1933 року Краївщинську сільську раду повернено до складу Володарсько-Волинського району.
Район ліквідовано 1 червня 1935 року, територію передано до складу Коростенської міської ради. Відновлений Указом Президії Верховної ради УРСР 28 лютого 1940 року як Коростенський сільський район у складі Житомирської області, складений з Березівської, Бехівської, Бондарівської, Боровицької, Васьковицької (Васьківської), Веселівської, Вигівської, Горщиківської, Гулянської, Давидківської, Жупанівської, Злобицької, Іванівської, Ковалівської, Кожухівської, Красносілківської, Купечівської (Купецької), Купищенської, Лісовщинської, Михайлівської, Могильнянської, Мойсіївської, Немирівської, Новобогушівської, Пашинської, Пугачівської, Ришавської, Сантарської, Ставищенської, Старобогушівської, Ушицької, Ушомирської, Ходаківської, Холосненської, Чигирівської, Чолівської та Щорсівської сільських рад.
У 1941-43 роках територія району входила до гебітскомісаріату Коростень Генеральної округи Житомир та складалася з Бардівської, Вороневської, ДомолочськоЇ, Жабченської, Зарубинської, Клочевської, Ковалівщинської, Краснопільської, Руднє-Могилянської, Руднє-Мошенської, Сингаївської та Шатрищенської сільських управ.
5 квітня 1951 року до складу району передано Межиріцьку сільську раду Народицького району.
11 серпня 1954 року ліквідовано Березівську, Боровицьку, Веселівську, Гулянську, Жупанівську, Іванівську, Красносілківську, Купечівську, Межиріцьку, Мойсіївську, Сантарську, Старобогушівську, Ушицьку, Чигирівську та Чолівську сільські ради.
30 вересня 1958 року в складі району було відновлено Іскоростенську сільську раду.
30 грудня 1962 року до складу району передано Чоповицьку селищну, Барвінківську, Буківську, Владівську, Головківської, Йосипівської, Мединівської, Скуратівської, Устинівської, Чоповицької сільських рад Малинського району, Берестовецьку, Дідковицьку, Обиходівську, Сарновицьку сільські ради Народицького району, 7 січня 1963 року передано Охотівську сільську раду Олевського району (включено до складу Бондарівської сільської ради) та ліквідовано Чоповицьку сільську раду.
4 січня 1965 року повернуто до складу Малинського району Чоповицьку селищну, Барвінківську, Буківську, Владівську, Йосипівську, Мединівську, Скуратівську, Устинівську сільські ради, включено до складу району Бовсунівську, Будо-Літківську та Остапівську сільські ради Олевського району, 19 квітня 1965 року — Мединівську сільську раду Малинського району.
10 березня 1966 року відновлено Вигівську сільську раду.
8 грудня 1966 передано: Бовсунівську, Будо-Літківську та Остапівську сільські ради — до складу Лугинського району, Берестовецьку, Дідковицьку, Обиходівську та Сарновицьку сільські ради — до складу Народицького району.
9 грудня 1966 року до складу району включено Білківську та Сушківську сільські ради Ємільчинського району.
16 червня 1969 року у складі району відновлено Давидківську та утворено Розівську, з центром у с. Розівка, сільські ради, 18 червня 1990 року відновлено Васьковицьку сільську раду, 14 листопада 1991 року утворено Новинську, з центром у с. Новина, сільську раду, 3 листопада 1993 року відновлено Чигирівську сільську раду.
До початку адміністративно-територіальної реформи в Україні (станом на початок 2015 року) до складу району входили 37 сільських рад.
22 липня 2016 року в складі району було утворено Горщиківську сільську територіальну громаду з центром у с. Горщик, через що припинили існування Вигівська, Горщиківська та Давидківська сільські ради.
28 липня 2016 року в складі району було утворено Ушомирську сільську територіальну громаду, внаслідок чого 27 грудня 2016 року припинили існування Бондарівська, Калинівська, Купищенська, Поліська, Ришавська та Ушомирська сільські ради.
23 червня 2017 року припинила існування Шершнівська сільська рада, котра увійшла до складу Іршанської селищної територіальної громади Хорошівського району.
4 грудня 2018 року приєднались до складу Ушомирської сільської громади та припинили існування Білошицівська, Веселівська Лісівщинська сільські ради.
На час ліквідації району, відповідно до Постанови Верховної Ради України від 17 липня 2020 року, до його складу входили 2 сільські громади та 24 сільські ради.